# 114608 Emanuelepace
114608 Emanuelepace è un asteroide della fascia principale. Scoperto nel 2003, presenta un'orbita caratterizzata da un semiasse maggiore pari a 3,0843086 au e da un'eccentricità di 0,2460131, inclinata di 16,98120° rispetto all'eclittica.